# 上尼亚拉德
上尼亚拉德（匈牙利語：Felsőnyárád）是匈牙利包尔绍德-奥包乌伊-曾普伦州所辖的一个村。总面积11.67平方公里，总人口1038，人口密度88.9人/平方公里（2011年1月1日）。